# Pont de Riddarholm
Riddarholmsbron (en français : pont de l'îlot des Chevaliers) est un pont de  Gamla Stan à Stockholm en Suède. 

## Situation
Le pont de Riddarholm mène de la place Riddarhustorget de Stadsholmen à l'île voisine de Riddarholmen.
Le pont et enjambe le canal de Riddarholm, la voie ferrée Sammanbindningsbanan et le pont Centralbron.

## Histoire

### Ponts en bois
Le premier pont reliant Riddarholmen à Stadsholmen était un simple pont en bois menant de Gråmunketornet (« La tour des frères gris »). À l'époque, Riddarholmen s'appelait encore Gråmunkeholmen (« l'îlot des Frères Gris »), en référence à l'abbaye franciscaine de l'île, et le pont s'appelait donc Munkbron (« le pont des Moines »). 
Une fois le nom de l'îlot changé, Munkbron faisait référence au quai qui faisait alors face à Riddarholmen.
En 1630, le conseiller Åke Henriksson Tott reçut l'autorisation de construire un pont-levis depuis le coin ouest de la Riddarhuset jusqu'à sa propre maison, située juste en face du chœur de l'église de Riddarholm. 
En 1655, le pont-levis de Totts fut remplacé par deux ponts fixes en bois. 
Après l'incendie du Palais royal de Stockholm en 1697, les membres de la famille royale furent logés au Palais Wrangel de Riddarholmen, qui nécessita donc des travaux de rénovation. Les deux ponts menant à l'île furent ensuite élargis : le pont le plus au sud en 1738 et le pont le plus au nord en 1751.

### Pont en pierre
Les ponts en bois furent tous deux remplacés par un pont en arc de pierre, conçu par l'architecte Erik Palmstedt en 1784 et qui reçut le nom de Palmstedtska bron lors de son inauguration en 1789.
Le pont en pierre fut démoli en 1867.

### Pont en acier
En 1867, le pont de pierre de Palmstedt fut démoli pour faire place aux nouvelles voies ferrées de la ligne de liaison qui était en cours de pose vers la gare centrale de Stockholm. En raison du dégagement requis par les locomotives et les wagons, il a été nécessaire de construire une structure en fonte à quatre travées de pont à la fois plus raide et plus longue que ses prédécesseurs. L'ingénieur Erik Adolf Unge a conçu et construit ce pont.
Cependant, une arche du pont en pierre de Palmstetd a été sauvée et utilisée par Ragnar Östberg dans le cadre de la construction de l'hôtel de ville de Stockholm. C'est là que l'arc du pont et deux mascarons de lion (têtes de lion avec des anneaux de fer) ont été placés sur le côté sud de la tour de l'hôtel de ville, formant la Palmstedts grotta (« grotte de Palmstedt ») dans les jardins de l'hôtel de ville de Stockholm.
Dans la grotte se trouve la sculpture en marbre « Le châtiment de Loki » d'Ida Matton.

### Pont en béton
L'augmentation du trafic à Stockholm après la seconde guerre mondiale, conjuguée à l'introduction du métro de Stockholm dans les années 1950, a entraîné la démolition du pont en fonte, suivie de six années d'utilisation de ponts provisoires successifs. 
En 1958, l'actuel pont en béton à ossature fermée, large de 13,4 mètres, croisant Centralbron, sur deux piliers intermédiaires, a finalement été construit.

## Galerie

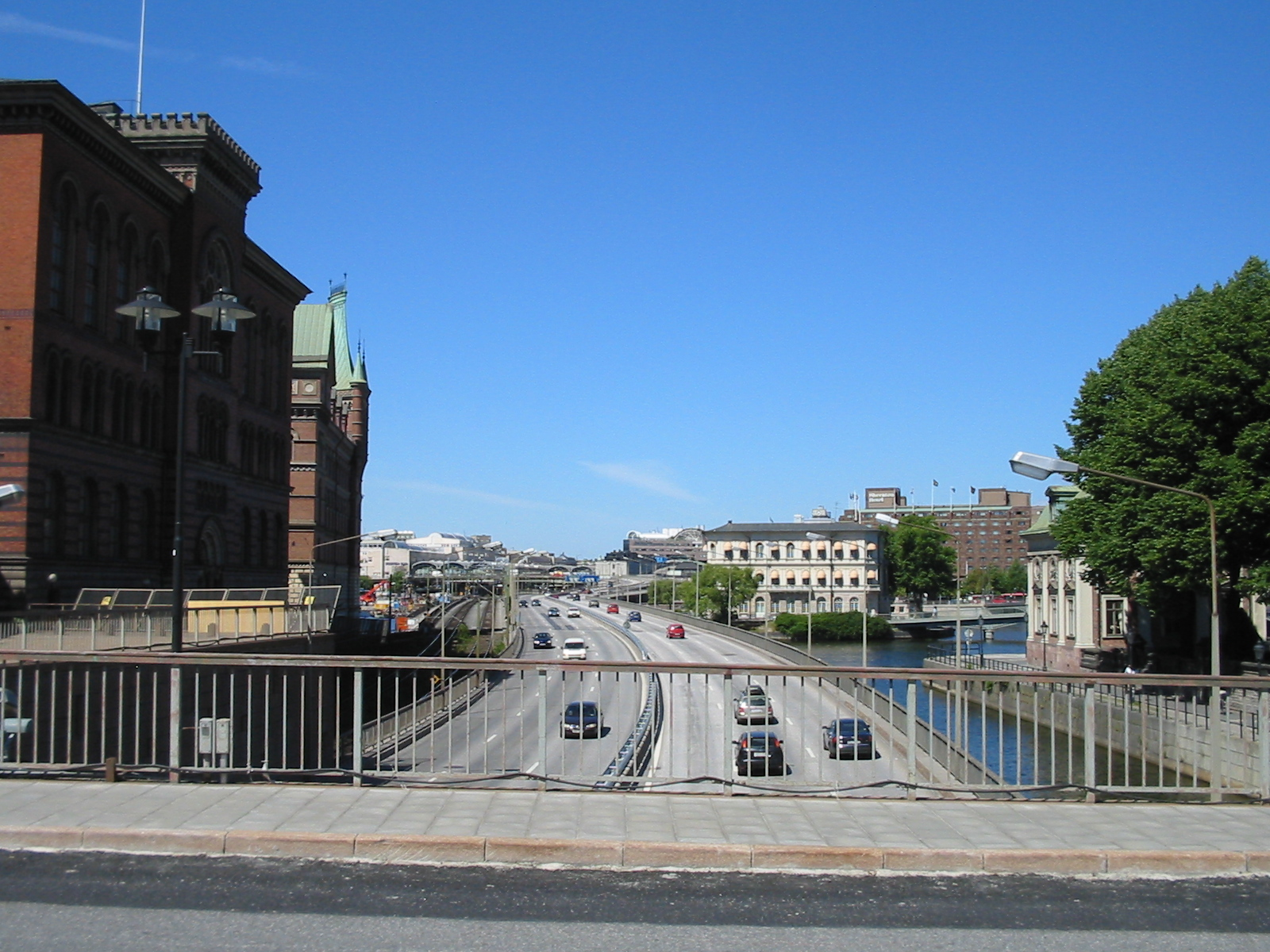
Le Centralbron vu du  Riddarholmsbron.
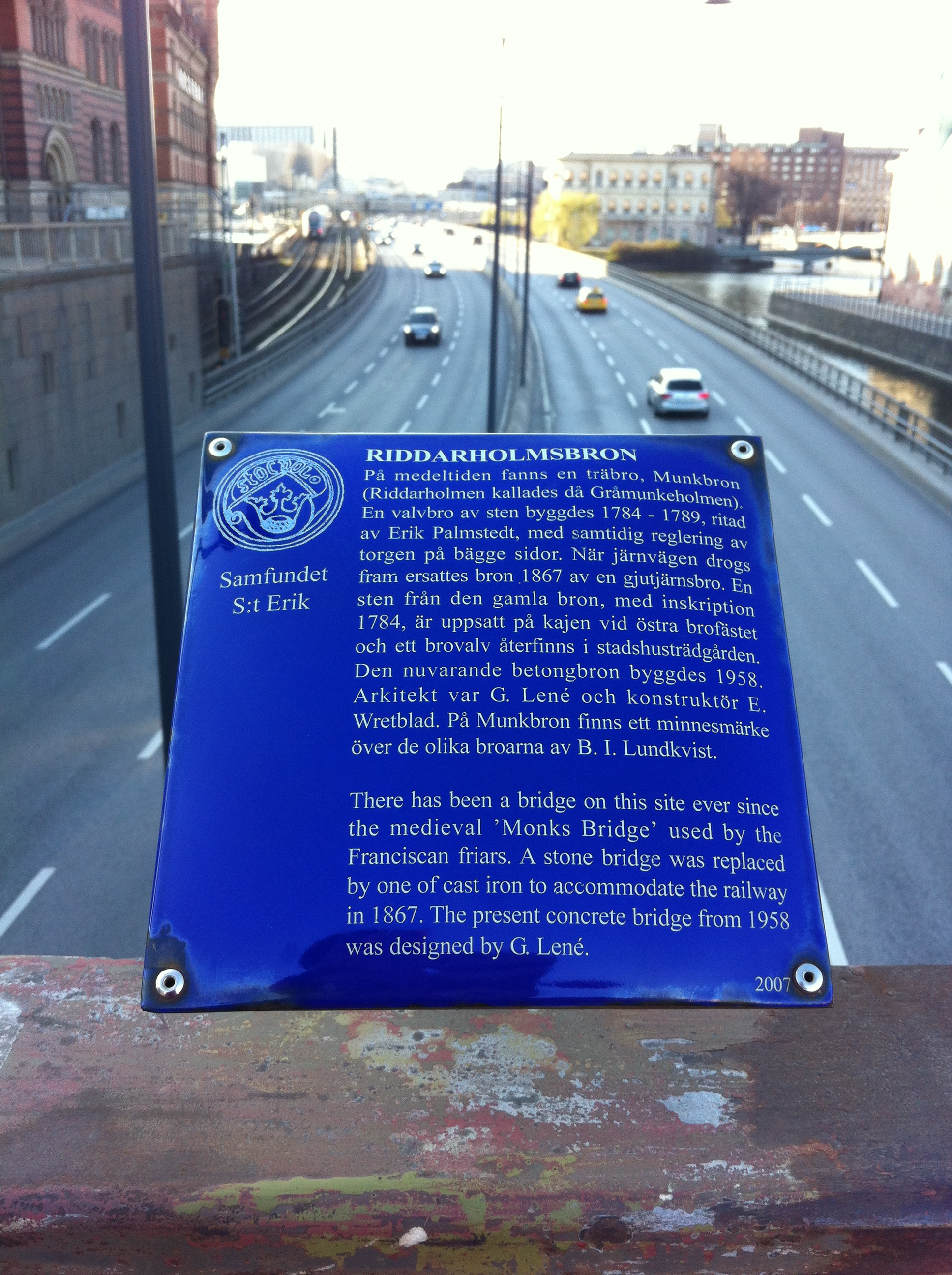
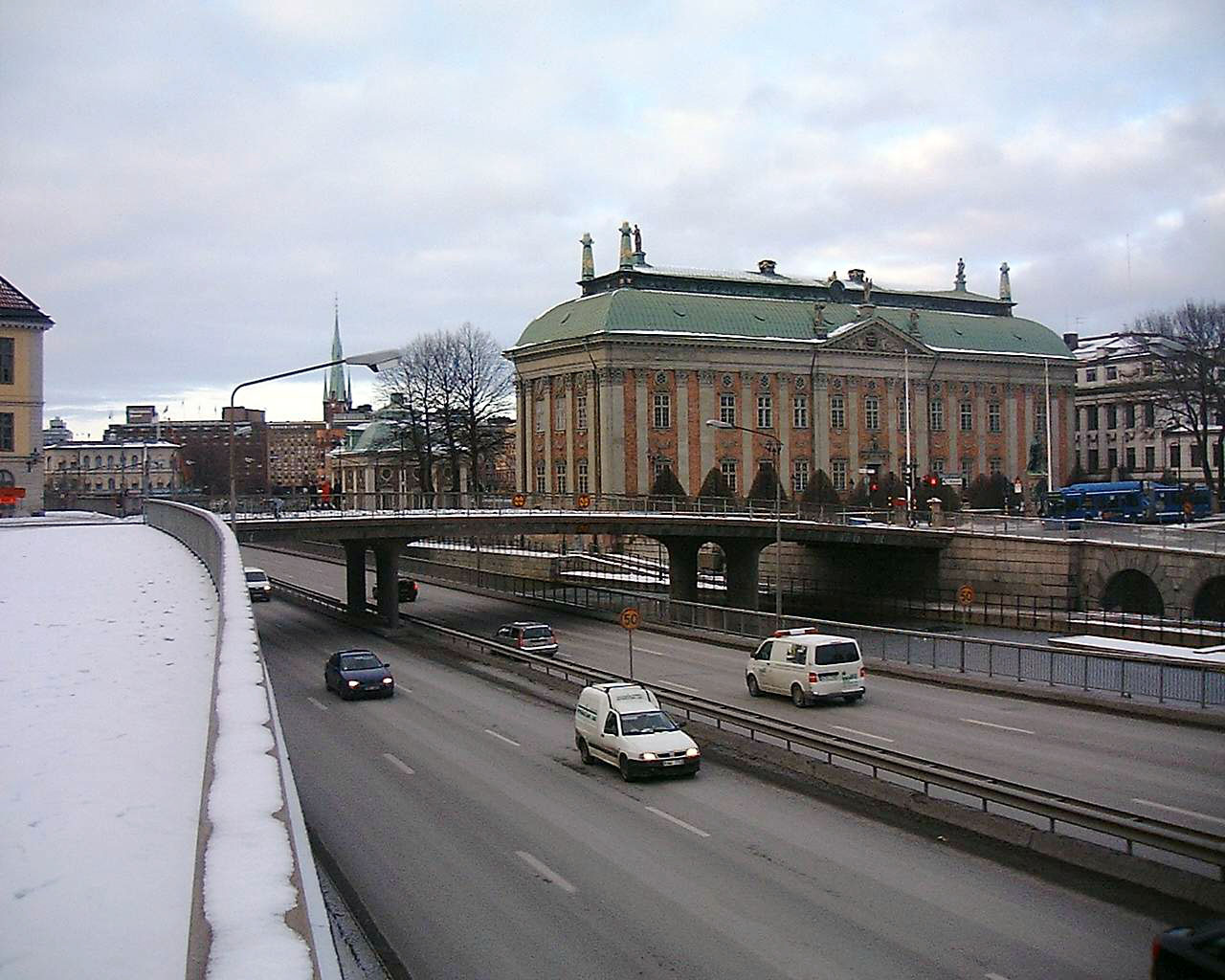
Le pont en 2007.
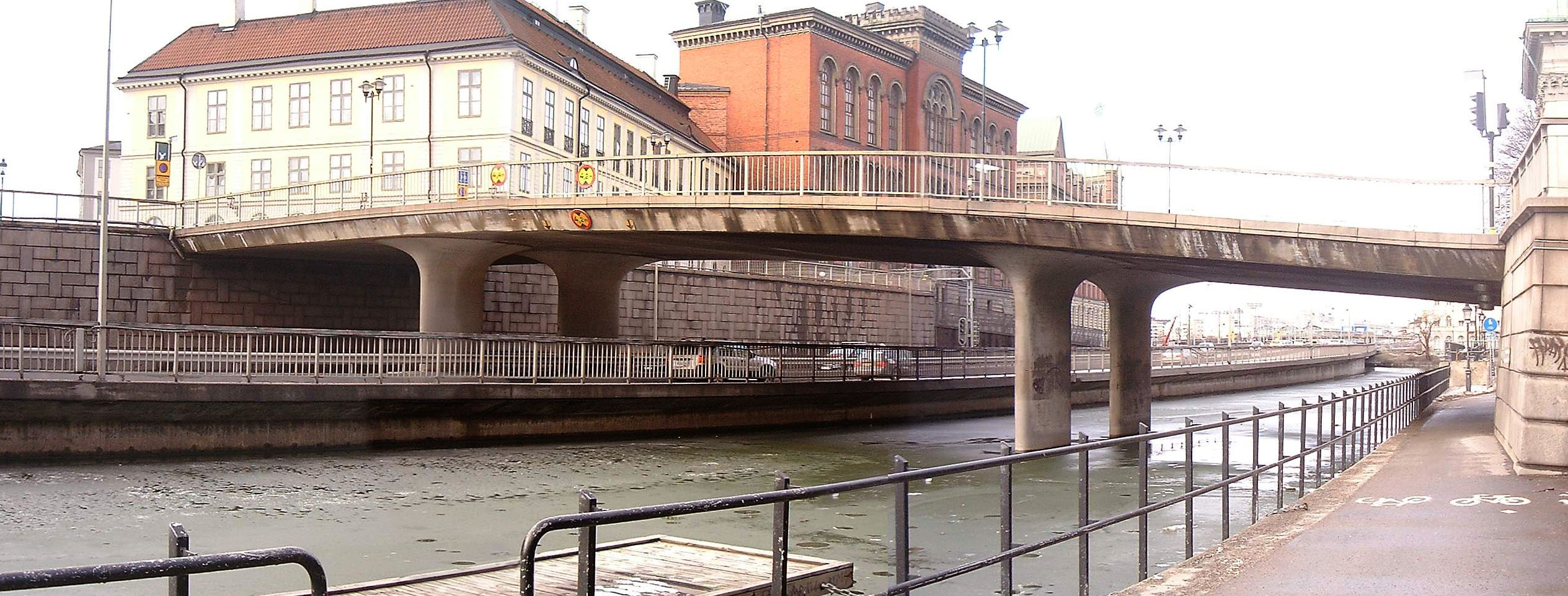
Le pont en 2007.